# Институт геологии рудных месторождений, петрографии, минералогии и геохимии РАН
Федеральное государственное бюджетное учреждение науки Институт геологии рудных месторождений, петрографии, минералогии и геохимии Российской академии наук (ИГЕМ РАН) (англ. Institute of Geology of Ore Deposits, Petrography, Mineralogy and Geochemistry Russian Academy of Sciences) — научный институт РАН, занимающийся вопросами минералогии, петрологии и геохимии.
В институте есть музей, а также размещается Отдел геологической литературы (ОГЛ) БЕН РАН.
Институт утверждён коллективным членом ВМО.

## Научные направления

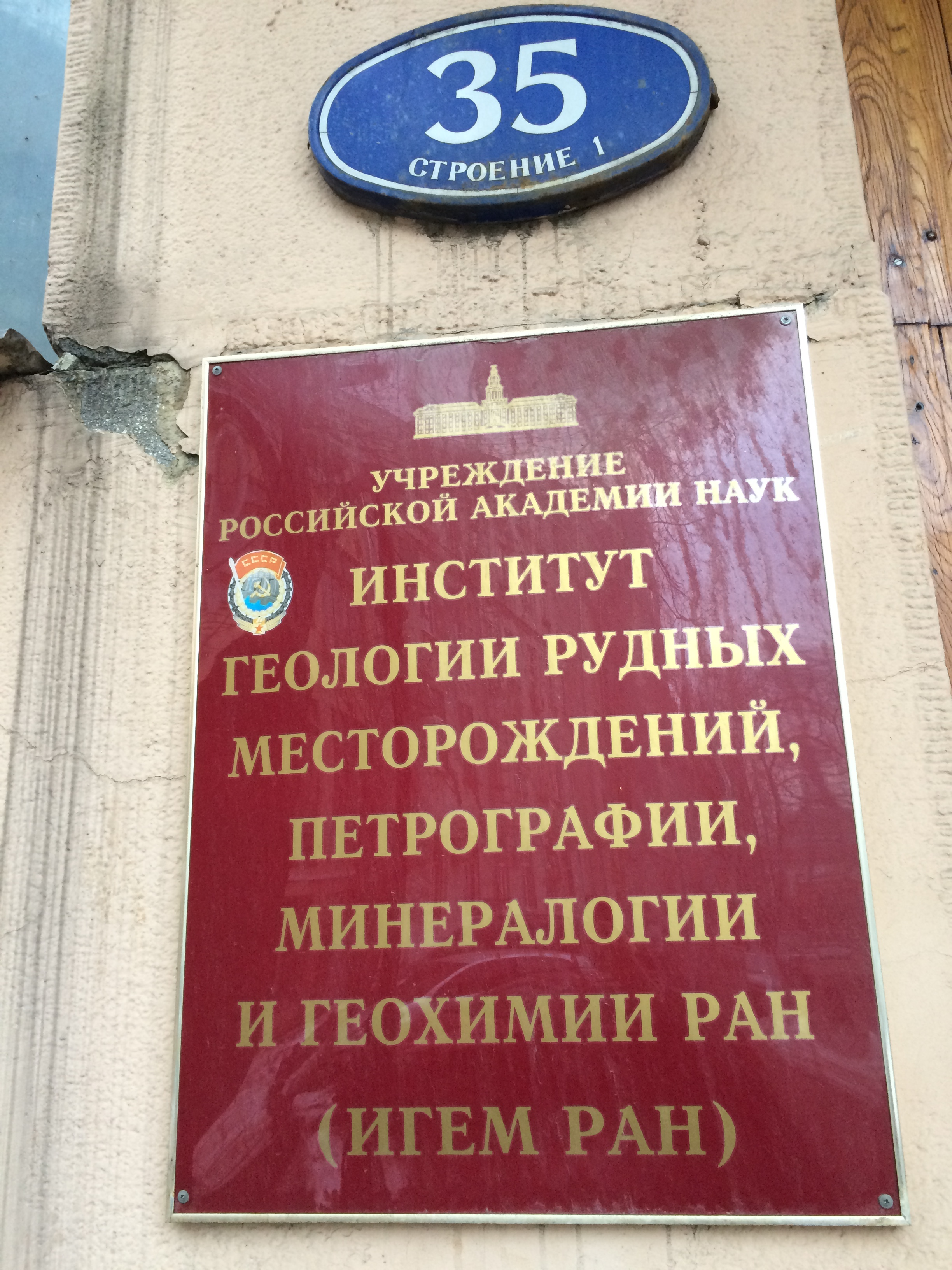
ИГЕМ РАН

Основной целью Института является выполнение фундаментальных научных исследований в области наук о Земле. Основными направлениями деятельности Института являются:
- геология рудных месторождений, металлогения и процессы рудообразования;
- эволюция геологических процессов в истории Земли;
- петрология и петрография;
- минералогия и кристаллохимия;
- геохимия;
- изотопная геохимия и геохронология;
- радиогеология и радиогеоэкология;
- геоинформатика;
- вулканизм и природные катастрофы;
- магматизм и минерагенез дна Мирового океана и Арктической зоны.

В Институте работают диссертационные советы по защите докторских и кандидатских диссертаций по специальностям:
- 25.00.04 — Петрология, вулканология
- 25.00.09 — Геохимия, геохимические методы поисков полезных ископаемых
- 25.00.36 — Геоэкология
- 25.00.05 — Минералогия, кристаллография
- 25.00.11 — Геология, поиски и разведка твердых полезных ископаемых, минерагения
- 25.00.35 — Геоинформатика (по геолого-минералогическим наукам).

## История

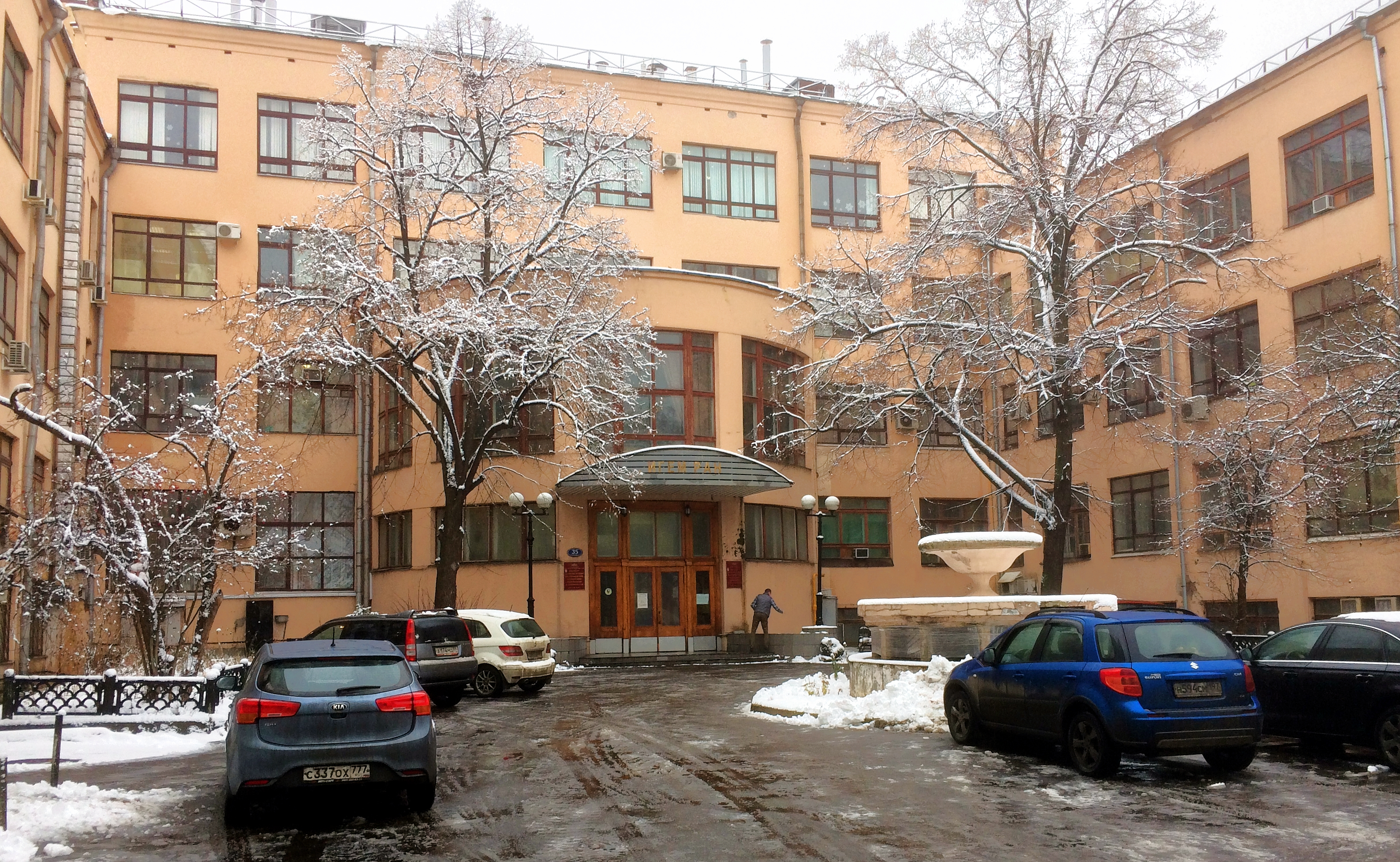
2017 год

В 1930 году. В 1930 году, в Ленинграде, на базе Геологического музея Петра Первого АН СССР были созданы три научно-исследовательских института:
- Геологический (ГИН)
- Палеозоологический (ПИН)
- Петрографический (ПЕТРИН), правопреемником которого в настоящее время является ИГЕМ РАН[5]. Он располагался в Ленинградском политехническом институте.

В 1934 году ПЕТРИН вместе с ЛИГЕМ (основан в 1932 году) переехал из Ленинграда в Москву. Научные учреждения заняли новое здание в Старомонетном переулке, дом 35, выполненное по проекту архитектора В. А. Веснина в стиле конструктивизма.
В 1937 году ЛИГЕМ, ПЕТРИН и ГИН АН СССР были объединены в Институт геологических наук АН СССР (ГИН или ИГН АН СССР) (Протокол заседания Президиума АН СССР от 16.12.1937).

### ИГЕМ АН СССР
Президиум АН СССР в конце 1955 года на базе ИГН АН СССР принял решение создать ИГЕМ АН СССР и ГИН АН СССР. 13 января 1956 года Президиум АН СССР утвердил название и структуру новых Институтов
4 ноября 1980 года «За достижения в развитии геологической науки и подготовке научных кадров» Институт награждён Президиумом Верховного Совета СССР Орденом Трудового Красного Знамени.

### ИГЕМ РАН
В конце 1991 года ИГЕМ АН СССР был преобразован в ИГЕМ РАН (на основании Указа Президента РСФСР от 21 ноября 1991 г. № 228 «Об организации Российской академии наук»).
18 декабря 2007 года Постановлением № 274 Президиума Российской академии наук Институт переименован в Учреждение Российской академии наук Институт геологии рудных месторождений, петрографии, минералогии и геохимии РАН.
13 декабря 2011 года Постановлением № 262 Президиума Российской академии наук Институт переименован в Федеральное государственное бюджетное учреждение науки Институт геологии рудных месторождений, петрографии, минералогии и геохимии Российской академии наук.
20 ноября 2020 года коллективу Института «За большой вклад в развитие геологических наук» объявлена благодарность Президента Российской Федерации.

## Руководство
Директора ИГЕМ АН СССР (по году утверждения в должности):
- 1956 — Чухров, Фёдор Васильевич

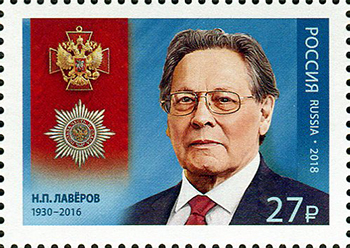
Н. П. Лавёров

- 1989 — Рехарский, Владимир Иосифович, исполняющий обязанности

Директора ИГЕМ РАН:
- 1991 — Лавёров, Николай Павлович, научный руководитель[14]
- 2004 — Бортников, Николай Стефанович
- 2015 — Лобанов, Константин Валентинович
- 2018 — Петров, Владислав Александрович.

## Сотрудники
Члены АН СССР и РАН работавшие в Институте:
- Афанасьев, Георгий Дмитриевич — член-корреспондент АН СССР
- Аранович, Леонид Яковлевич — член-корреспондент РАН
- Белов, Николай Васильевич — академик АН СССР
- Белянкин, Дмитрий Степанович — академик АН СССР
- Бетехтин, Анатолий Георгиевич — академик АН СССР
- Богатиков, Олег Алексеевич — академик РАН
- Бортников, Николай Стефанович — академик РАН
- Величкин, Василий Иванович — член-корреспондент РАН
- Горбунов, Григорий Иванович — член-корреспондент АН СССР и РАН
- Дубинина, Елена Олеговна — член-корреспондент РАН
- Заварицкий, Александр Николаевич — академик АН СССР
- Касимов, Николай Сергеевич — академик РАН
- Коваленко, Вячеслав Иванович — академик РАН
- Коржинский, Дмитрий Сергеевич — академик АН СССР
- Кориковский, Сергей Петрович — член-корреспондент РАН
- Лавёров, Николай Павлович — академик РАН
- Левицкий, Олег Дмитриевич — член-корреспондент АН СССР
- Лобанов, Константин Валентинович — член-корреспондент РАН
- Маракушев, Алексей Александрович — академик РАН
- Петров, Владислав Александрович — член-корреспондент РАН
- Рябчиков, Игорь Дмитриевич — академик РАН
- Самсонов, Александр Владимирович — член-корреспондент РАН
- Сафонов, Юрий Григорьевич — член-корреспондент РАН
- Сидоров, Анатолий Алексеевич — член-корреспондент РАН
- Томсон, Ильмар Николаевич — член-корреспондент РАН
- Урусов, Вадим Сергеевич — академик РАН
- Чернышев, Игорь Владимирович — академик РАН
- Чухров, Фёдор Васильевич — академик АН СССР
- Шило, Николай Алексеевич — академик АН СССР и РАН
- Шипулин, Фёдор Кузьмич — член-корреспондент АН СССР
- Щербаков, Дмитрий Иванович — академик АН СССР
- Юдинцев, Сергей Владимирович — член-корреспондент РАН
- Ярмолюк, Владимир Викторович — академик РАН

- См. также Категория:Сотрудники ИГЕМ РАН

## Интересные факты
С 1953 (ИГН АН СССР по 1988) в Наро-Фоминском районе Московской области около г. Верея работал пионерский лагерь "Мирный", который принадлежал Институту.